# Cserepeshéjúak
A cserepeshéjúak, sokteknőjűek vagy bogárcsigák (Polyplacophora) a puhatestűek (Mollusca) törzsébe tartozó osztály.

## Előfordulásuk
Tengerben élnek, de édesvizet is kibírják.

## Megjelenésük
Maximális nagyságuk 33 centiméter. A hátoldalukon 8 kisebb meszes lemez van, amit kitines gyűrű fog össze. Veszély esetén az ászkákhoz hasonlóan összegömbölyödnek.

## Életmódjuk
Moszatokkal táplálkoznak.

## Szaporodásuk
Váltivarúak.

## Rendszerezés
Az osztályba az alábbi rend és alrendek tartoznak:
- Neoloricata Bergenhayn, 1955 
  - Acanthochitonina Bergenhayn, 1930
  - Choriplacina Starobogatov & Sirenko, 1975
  - Ischnochitonina Bergenhayn, 1930
  - Lepidopleurina Thiele, 1910

Az őslénytanban más szempontok szerinti osztályozás is lehetséges, amelyben a párosidegűek (Amphyneura) altörzset elkülönítik a többi puhatestűtől. Ide tartozó legközelebbi rokonaik a féregcsigák és a csatornáshasúak.

## Kialakulásuk
Már a kambriumi tengerekben jelen voltak, mintegy 100 fosszilis fajuk ismert az elmúlt 600 millió évből. A bogárcsigák fontos állomásai a törzsfejlődésnek: közbülső állomást képviselnek a héj nélküli féregcsigák és az egyteknőjű maradványcsigák között. Az egész Mollusca classis - elsősorban petéik és trochofora lárváik alapján - a gyűrűsférgekkel közös eredetű. A féregcsigák és csatornáshasúak gyakorlatilag csak idegcsatornáikban térnek el a férgekről, valamint kezdetleges testszelvényezettségben (fej-láb-zsigerzacskó). A cserepeshéjúak az elsők a csoportban, amelyek passzív védekezésre alkalmas külső vázat fejlesztettek ki.